# Воробьёв, Евгений Захарович
Евге́ний Заха́рович Воробьёв (1910—1990) — советский прозаик, публицист и сценарист. Член Союза писателей СССР, автор более тридцати книг. Участник Великой Отечественной войны.

## Биография
Родился 29 ноября (12 декабря) 1910 года в Риге.
Окончил Ленинградский институт журналистики (1930). С 1932 года специальный корреспондент газеты «Комсомольская правда». С 1939 года фельетонист газеты «Труд».
Участвовал в Великой Отечественной войне (на фронте — с сентября 1942 года), был сотрудником газеты «Красноармейская правда» Западного фронта (позже 3-го Белорусского фронта).
Приказом газеты «Красноармейская правда» 3-го Белорусского фронта № 2704 от 28.07.1944 года капитан а\с Воробьёв награждён медалью «За оборону Москвы».
Освещал Ялтинскую конференцию союзных держав в феврале 1945.
Приказом по 3-му Белорусскому фронту № 364 от 14.04.1945 года старший литературный сотрудник газеты «Красноармейская правда» 3-го БФ капитан Воробьёв награждён орденом Красной Звезды за то, что в период наступления в Восточной Пруссии большую часть времени проводит в наступающих частях, собирая материал для статей.
Приказом по 3-му Белорусскому фронту № 586 от 03.06.1945 года старший литературный сотрудник газеты «Красноармейская правда» 3-го БФ капитан Воробьёв награждён орденом Отечественной войны II степени за оказание помощи командованию 169 полка 1-й гвардейской дивизии и спасение 3-х раненых красноармейцев под пулемётным огнём, за мужество проявленное в боях под Кёнигсбергом и Каунасом и форсировании Немана.
В 1946 году вступил в Союз писателей СССР.
В 1952 году вышел роман «Высота» о строителях завода на Южном Урале.
В 1985 году был награждён орденом Отечественной войны I степени. Много лет был председателем Комиссии по военно-художественной литературе Московской организации СП РСФСР.
31 августа 1990 года скончался в Москве. Похоронен на Ваганьковском кладбище.

## Литературная деятельность
Евгений Воробьёв является автором многих книг, посвящённых Великой Отечественной войне и строительству Магнитогорска.

### Романы
- Высота (1952)
- Земля, до востребования (1970)[7]
- Охота к перемене мест

### Повести
- Капля крови (1960)
- Незабудка
- Нет ничего дороже
- Сколько лет, сколько зим
- «Старик» и его ученики (документальная повесть)
- Форма одежды зимняя
- Я не боюсь не быть (1983, документальная повесть, совместно с Д. Кочетковым)

### Книги
1. 1931 — На комсомольском режиме. — Москва.
2. 1952 — Высота (роман). — Москва.
3. 1956 — Лицом к солнцу (путевые очерки). — Москва, «Советский писатель», 327 с. Тираж: 30000 экз.
4. 1956 — Нет ничего дороже (рассказы и очерки). — Москва, Воениздат, 510 с.
5. 1956 — Сто четырнадцать флагов. На Варшавском фестивале. — Москва, Детгиз, 183 с. Художник: П. Саркисян. Тираж: 300000 экз.
6. 1962 — Скорей бы настало завтра. Москва, Воениздат, 220 с.
7. 1963 — Сколько лет, сколько зим (повесть и рассказ). — Москва, «Советский писатель», 168 с. Тираж: 30000 экз.
8. 1964 — Сколько лет, сколько зим (повести и рассказы). — Москва, «Советский писатель», 599 с. Тираж: 100000 экз.
9. 1965 — Кляксы на мраморе (заметки писателя). — Москва, Политиздат, 199 с. Тираж: 90000 экз.
10. 1965 — Ничейная земля (рассказы). — Москва, Воениздат, 48 с.
11. 1966 — Незабудка (повести). — Москва, Воениздат, 280 с. Художник: О. Шамро. Тираж: 100000 экз.
12. 1967 — Высота (роман). — Москва, «Художественная литература», 366 с. Тираж: 100000 экз.
13. 1972 — Товарищи с западного фронта (очерки). — Москва, Воениздат, 511 с. Тираж: 100000 экз.
14. 1973 — Огненная метель (очерки, репортажи, зарисовки, записи). — Москва, «Московский рабочий», 222 с. Тираж: 100000 экз.
15. 1974 — Капля крови (повесть и рассказы). — Москва, Художественная литература, 558 с. Предисловие К. Симонова. Художник: Г. Новожилов. Тираж: 50000 экз.
16. 1975 — Вчера была война (повести и рассказы). — Москва, Воениздат, 479 с. Тираж: 150000 экз.
17. 1977 — Куда ступала нога человека (очерки о строителях ангарского каскада ГЭС). — Москва, «Советская Россия», 95 с. Тираж: 50000 экз. Серия «Писатель и время. Письма с заводов и строек».
18. 1977 — Незабудка (повести, рассказы). — Москва, «Известия», 686 с. Вступительная статья К. Симонова. Художник: М. Лисогорский. Тираж: 200000 экз.
19. 1977 — Огненная метель (очерки, репортажи, зарисовки, записи). — Москва, «Московский рабочий», 214 с. Тираж: 75000 экз.
20. 1977 — Тридцать три богатыря (фронтовые очерки). — Москва, Издательство ДОСААФ, 192 с. Тираж: 100000 экз.
21. 1978 — Этьен и его тень (роман). — Москва, «Детская литература», 477 с. Художник: П. Пинкисевич.
22. 1979 — Охота к перемене мест (роман). — Москва, «Советский писатель», 439 с. Художник: Е. Коган. Тираж: 150000 экз.
23. 1979 — По старой смоленской дороге (повести и рассказы). — Москва, «Московский рабочий», 320 с. Тираж: 65000 экз.
24. 1982 — Высота. Охота к перемене мест (романы). — Москва, Советский писатель, 768 с. Художник: Е. Коган. Тираж: 200000 экз.
25. 1982 — Капля крови (повесть и рассказы). — Москва, Воениздат, 400 с. Художник: О. Шамро. Тираж: 100000 экз.
26. 1983 — Я не боюсь не быть (документальная повесть, совместно с Д. Кочетковым). — Москва, Политиздат, 319 с. Тираж: 100000 экз.
27. 1983 — Избранные произведения (в двух томах). — Москва, «Художественная литература», 719 и 688 с. Вступительная статья Л. Лазарева. Художник: П. Пинкисевич. Тираж: 50000 экз.
28. 1983 — Старик и его ученики (документальная повесть). — Москва, 95 с. Серия «Библиотечка журнала „Пограничник“», № 1 (103).
29. 1983 — Я не боюсь не быть (документальная повесть, совместно с Д. Кочетковым). — Москва, Политиздат, 366 с. Тираж: 200000 экз.
30. 1984 — Земля, до востребования (роман). — Москва, «Художественная литература», 688 с. Художник: П. Пинкисевич. Тираж: 75000 экз.
31. 1986 — Земля, до востребования (роман). — Таллин, «Ээсти раамат», 575 с. Художник: П. Пинкисевич.
32. 1986 — Москва. Близко к сердцу (страницы героической защиты города). — Москва, Политиздат, 479 с. Тираж: 200000 экз.
33. 1987 — Незабудка (повести, рассказы). — Москва, Воениздат, 476 с. Послесловие К. Симонова. Художник: О. Шамро. Тираж: 100000 экз.
34. 1989 — Москва. Близко к сердцу (страницы героической защиты города). — Москва, Политиздат, 332 с. Тираж: 500000 экз. ISBN 5-250-00407-5
35. 2005 — Капля крови (повесть). — Москва, ТЕРРА-Книжный клуб, 272 с. ISBN 5-275-01266-7

### Фильмы по произведениям
1. Высота

2. Земля, до востребования — советский художественный фильм-драма, поставленный на киностудии «Ленфильм» в 1972 году

## Награды
- орден Отечественной войны I степени (11 марта 1985)
- орден Отечественной войны II степени (3 июня 1945)
- орден Дружбы народов (11 декабря 1981)
- орден Красной Звезды (14 апреля 1945)
- орден «Знак Почёта» (15 декабря 1971)
- медали